# Дрожжин Спиридон Дмитрович
Спиридóн Дми́трович Дрóжжин (6 [18] грудня 1848, с. Низовка, Тверська губернія, Російська імперія — 24 грудня 1930, с. Низовка, Московська область, РРСФР, СРСР) — російський поет.

## Біографія

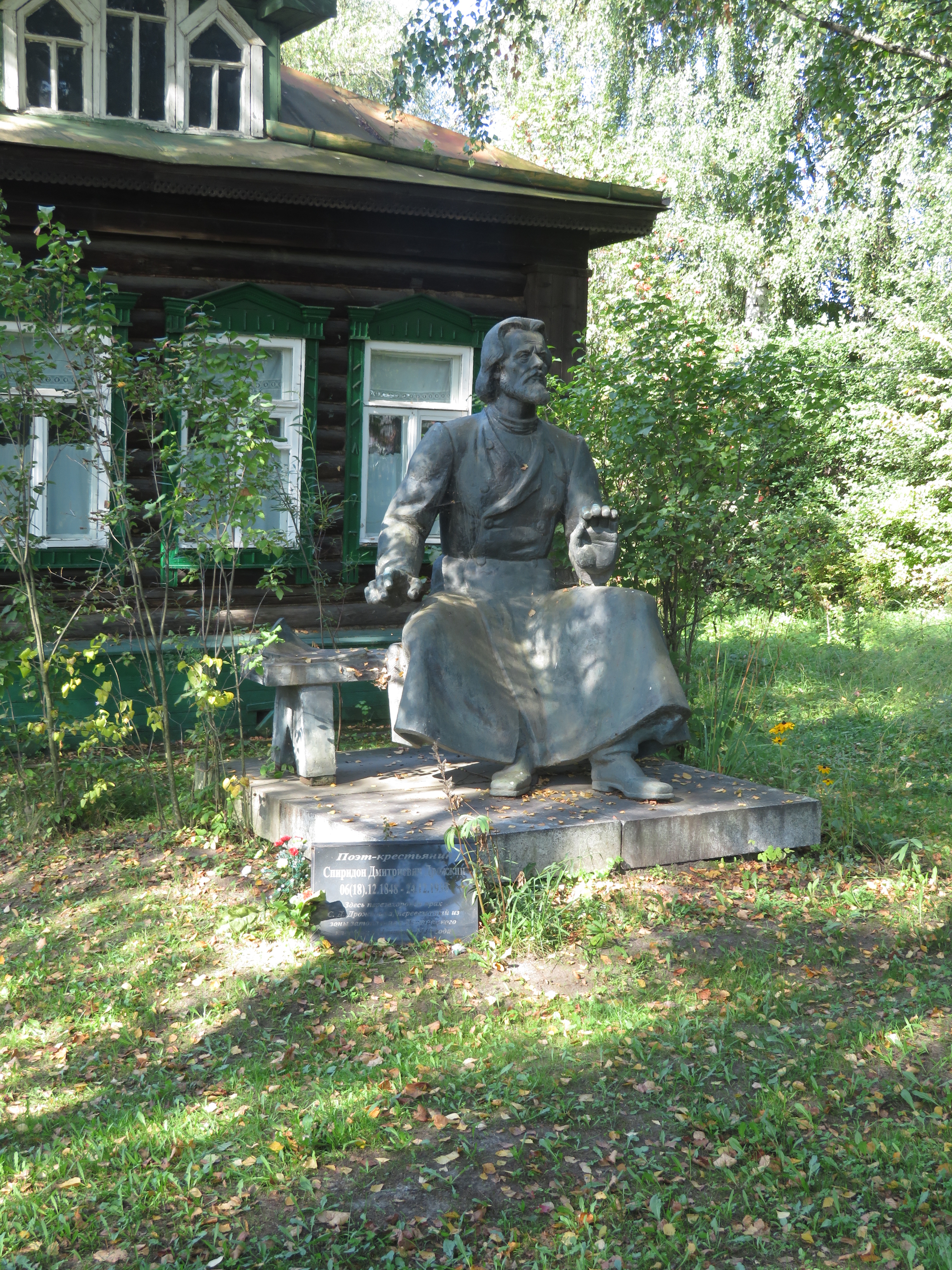
Могила Спиридона Дрожжина

Народився 6 грудня 1848 (за старим стилем, за іншими даними 7 чи 9), в селі Низовка Тверського повіту Тверської губернії, в селянській родині, походить з кріпаків. Хрещений у парафіяльній Воскресенській церкві в селі Воскресенське на Шоші. Батько — Дмитро Степанович (~1826 — 13.01.1899), мати — Агрипіна Василівна (~1828 — 13.06.1912). У школі (у дяка) навчався дві неповні зими, потім мати відправила дванадцятирічного сина на заробітки до Санкт-Петербурга.
У Петербурзі (1860—1871) займався самоосвітою, познайомився з творами М. Некрасова, О. Кольцова, І. Нікітіна, Л. Толстого та ін.
У 16 років написав свій перший вірш, в 1867 почав щоденник, який вів до кінця життя.
Перша публікація — в журналі «Грамотей» (1873). З того часу його почали друкувати в багатьох журналах: «Дело», «Слово», «Семейные вечера», «Русское богатство», «Пробуждение» та ін.
Один із організаторів Пушкінського гуртка (1880).
Через тяжке матеріальне становище і під впливом зустрічей зі Львом Толстим (1892, 1897) повернувся на батьківщину (1896), присвятивши себе літературній праці. У 1903 році «Гуток письменників з народу» (рос. «Кружок писателей из народа») організував вечір, присвячений тридцятиріччу поетичної діяльності С.Д. Дрожжина; одним із організаторів вечора був Іван Бунін, який назвав Дрожжина «найобдарованішим поетом-самоуком» (рос. «самым даровитым поэтом-самоучкой»).
Академія наук призначила йому 1903 року довічну пенсію; 1910 року — премію, за збірки «Заповітні пісні», «Вірші 1866—1888», «Нові російські пісні», «Баян». У 1915 році Дрожжин був удостоєний Почесного відгуку Пушкінської премії Академії наук за збірку «Пісні старого орача» (рос. «Песни старого пахаря») (1913).
Дрожжин — один із найплідніших селянських поетів, який випустив понад 30 поетичних збірок, наприкінці життя у його віршах повторюються колишні мотиви, що перетинаються з новими.
Останні роки провів у Низовці. Твори друкували в місцевій періодиці, зокрема в альманасі «Зірниці» (рос. «Зарницы»).
Помер 24 грудня 1930 року і був похований у селі Шоша.
Після заповнення Іваньківського водосховища у 1937 році його прах та останній будинок були перенесені до селища Новозавидовського, де відкрито музей у 1938 році.

## Творчість
За твердженням М.М. Павлюка, поезія Дрожжина – «проста й наспівна, сповнена співчуттям до тяжкої праці селянина й ремісника». На ній позначився вплив народної творчості.
Основні твори за ЕСУ: «Песни крестьянина» (1898), «Поэзия труда и горя» (1901), «Новые стихотворения» (1904), «Песни рабочих» (1906), «Заветные песни» (1907), «Баян» (1909), «Песни старого пахаря» (1913) (усі — Москва). Деякі вірші покладені на музику та ввійшли в російський фольклор.
Німецькою мовою кілька віршів Дрожжина переклав поет Райнер Марія Рільке.

### Зв'язок з Україною
Ще в юності захопився «Кобзарем» Т. Шевченка, виконав кілька переспівів, переклав вірші «Чого мені тяжко, чого мені нудно...», «За думою дума роєм вилітає...» (обидва – 1900), «Ой пішла я у яр за водою...», «І день іде, і ніч іде...» (обидва – 1906) та ін. Відомі переклади творів Л. Глібова. У1907 році разом з І. Бєлоусовим відвідав Канів та могилу Шевченка, написав цикл віршів «На могилі Шевченка». Наслідував твори українського поета (у вірші «Думи», 1889). Протягом десятиріч розшукував і колекціонував репродукції живописних і графічних творів Шевченка.
Твори перекладені українською публікувалися у збірнику «Братерство літератур» (випуск 1) 1977 року.